# 505 (альбом)
505 — третий студийный альбом российской синти-поп группы «Электрофорез», выпущенный 5 февраля 2021 года. Альбом получил мрачную и готическую окраску. В альбоме сочетаются электронные синтезаторы, динамичные танцевальные ритмы и даже исконно-русские напевы, на которые ложатся мрачные тексты об эскапизме, политике, насилии, мистике, поиске себя в социуме и жизни.

## История создания
Работа над альбом началась в мае 2019 года. Первый анонс появился в группе ВКонтакте 20 апреля 2020 года. Иван Курочкин и Виталий Талызин писали и продюсировали альбом удалённо, параллельно создавая свою собственную студию, в которой позже завершили работу над релизом. Финальные версии треков были сведены Максимом Остроуховым, ранее работавшим с Shortparis, «ДК Посторонних» и другими.
Изначально в альбом планировалось 15 треков, но из соображений концептуальности, из него были исключены две песни, показавшиеся участникам группы самыми «попсовыми». Трек-лист альбома выстроен драматически: в нём есть экспозиция, завязка, первое поворотное событие, любовная линия, катарсис и ложный финал.

Выбор названия «505» музыканты объясняют тем, что они вместе закончили гимназию № 505 Красносельского района Санкт-Петербурга. По словам участников группы, этот период жизни очень для них важен: 
Виталий: У нас была комфортная среда в школе. Со многими одноклассниками мы до сих пор общаемся. У нас, вообще, есть своя субкультура со своим языком.

Иван: Учителя у нас тоже были нормальные, вспоминаем добрым словом уроки экономики, географии — по сравнению с теми, кто был в других школах. Нам повезло со школой. У нас никто не сел, не умер из одноклассников, все хорошие люди. Для нас тот период — это классно.
Важной особенностью альбома является то, что песни перетекают друг в друга и весь альбом является цельным музыкальным произведением.

## Релиз и продвижение
Альбом был выпущен 5 февраля 2021 года. Альбом был представлен группой как целостное концептуальное произведение, этим объясняется отсутствие синглов к нему. Иван Курочкин так объяснял это действие: 
Мы специально не выпускали ни синглов, ни клипов и сразу дропнули альбом целиком, 13 песен. Так никто не делает — все, даже группы, которые топят за искусство, почему-то идут по проторённому маркетинговому пути: выпускают сингл, ещё один сингл — и потом альбом. То есть это какая-то устоявшаяся форма, которую непонятно кто навязывает. 
Альбом был поддержан рядом крупных СМИ — «Meduza», «Афиша», «Lenta.ru», «Собака.ru» и «РБК». Трек «Зло» попал в ротацию на «Наше радио» и был исполнен в передаче «Вечерний Ургант» на Первом канале.
10 апреля группа отправилась в тур в поддержку альбома, который завершился большими концертами в московском ГлавClub и петербургском Морзе. На этих концертах альбом «505» был представлен в формате сюрреалистического представления.
29 апреля 2021 вышел совместный с группой «Молчат дома» клип на песню «Мёртв внутри». Клип был снят петербургской художницей Александрой Соколовой в стилистике 80-х годов. Журнал «Афиша» так писал о клипе: «Видео похоже на чей‑то абстрактный монохромный сон. На кадрах мелькают люди в чёрной одежде, жестяная кровать в горах, бледный юноша с мутными глазами — все это выглядит очень мрачно и запутанно».

## Песни
Ходынка — сразу показывает специфичность звучания данного альбома уходом в идейную «аналоговость» — оно более меланхоличное, сырое, промозглое. По словам Ивана Курочкина эта песня о противостоянии Москвы и остальной России.
505 (Легко сойти с ума) — заглавный трек альбома характеризуется как «более живой, электроклэшевый и, как следствие, актуальный для нынешней сцены». По словам Ивана Курочкина трек посвящён тяжёлой ситуации в его семье:
Мой биологический отец был убит в разборках 90-х. Тот человек, который меня воспитал и является моим настоящим отцом, настрадался, как и моя мать, от моего поведения в подростковом возрасте в том числе. Мне до сих пор за это не сильно удобно.
Опоздал — Виталий Талызин так говорит о смысле трека:
Очень часто в ситуациях, которые подвергаются цензуре Роскомнадзора, можно услышать мнения: мы ни о чём не догадывались, не знали, как так. Мы думали о том, каким образом это вообще можно заметить? Как это понять?
Первоцвет — Иван Курочкин характеризует трек как «оммаж артисту TR/ST».
Чур меня — «Чур меня» пытается перейти грань horror synth жанра. Трек начинается с сигнала бедствия Mayday, поданным паромом «Эстония» 28 сентября 1994 года. В результате крушения парома погибли и пропали без вести 852 человека (обнаружены тела лишь 94 погибших).
Дверь в параллельный мир — кульминацией трек-листа служит «Дверь в параллельный мир», где sovietwave переливается в сочетании с new wave и retro synth. Трек посвящён крипипастам и литературе в жанре «хоррор». В частности, Виталий Талызин в интервью «Афише» заявляет о том, что одной из крипипаст, послуживших источником вдохновения для текста песни, стала Зелёная дверь. Утверждается, что текст песни отсылает к рассказу Герберта Уэллса «Дверь в стене», а также Эффекту Манделы.
Комендантский час — Иван Курочкин говорит о треке, что он «с большим контрастом между музыкой и текстом. Он должен вызывать ощущение, как когда ты смотришь на милую картинку, а потом замечаешь призрака или ещё что похуже».
Non! — по словам Ивана Курочкина «эта песня посвящается нашим вторым половинам. На русском языке о таком личном говорить сложно, а на французском, языке любви, — вполне».
Фарида — песня планировалась как саундтрек к одноимённому фильму, однако музыканты не успели закончить её вовремя.
Купе плацкарта — «Купе плацкарта» возвращается к теме экзистенциального роуд-муви под созерцательный, неожиданно откровенный осовремененный пост-панк. Виталий Талызин говорит о треке: «Это песня от самих себя, забавный эксперимент о том, как ты пишешь что‑то в формате дневника и не вселяешься ни в каких персонажей».
Зло — «Зло» — ещё один знаковый трек здесь — мрачный, тревожный, эмоциональный. Важным элементом сюжета является чеховское ружьё: последние две строки припева каждый раз изменяются, и если в первом припеве ружьё висит на стене, то в последнем — оно заряжено и готово к выстрелу. Таким образом, сам текст песни иллюстрирует принцип действия чеховского ружья как принципа драматургии, что является рекурсией. Текст песни изобилует отсылками к русской культуре. Виталий Талызин говорит об этом:
У неё очень дворовая гармония, поэтому в неё хотелось внести всякие смыслы вроде чеховского ружья, «Я помню чудное мгновенье…» и так далее. В этой песне проводится много экспериментов, которые хотелось увязать в какую‑то интересную и удобоваримую форму.
10 марта 2021 года песня попала в ротацию Нашего Радио, а 23 марта была исполнена в рамках телепередачи «Вечерний Ургант» на Первом канале.
Я ничего не могу с собой сделать — Иван Курочкин говорит, что это песня о фатальности: «Ты берёшься за какое‑нибудь дело, вступаешь в отношения, даёшь обещание — неважно; и ты изначально понимаешь, что у тебя ничего не получится, ты будешь изменять, не будешь оказывать внимание». Кроме того, через всю песню прослеживается отсылки к убийству студентом Артёмом Исхаковым своей подруги Татьяны Страховой в 2018 году.
Мёртв внутри — единственный на альбоме совместный трек: в записи приняла участие белорусская группа Molchat Doma. В треке предлагается посмотреть на жизнь музыканта «изнутри». Иван Курочкин говорит, что она об эмоциональном выгорании. О процессе создания трека Иван выразился так:
Мы познакомились, потом они должны были выступать на фестивале, который мы организовывали летом 2019-го. Но он отменился, и мы решили продолжить общение, потому что ребята классные. Важный момент в фите — делать их с теми, с кем тебе приятно работать. Это первое правило. У нас с «Молчат дома» органический фит, мы просто решили прикольно провести время.
29 апреля 2021 года на эту песню вышел совместный клип. Клип был снят петербургской художницей Александрой Соколовой в стилистике 80-х годов. Журнал «Афиша» так писал о клипе: «Видео похоже на чей‑то абстрактный монохромный сон. На кадрах мелькают люди в чёрной одежде, жестяная кровать в горах, бледный юноша с мутными глазами — все это выглядит очень мрачно и запутанно».

## Отзывы и критика
Lenta.ru охарактеризовала «505» как «концептуальный альбом, органично вписавшийся в остальную дискографию „Электрофореза“: славянские народные мотивы в релизе сочетаются с ностальгическим синтезаторным саундом, а экзистенциальные тексты — с социально-политическими заявлениями».
Издание «Афиша» заметило, что группа не против политического искусства, а потому добавила в треки ряд социальных заявлений. «Афиша» отмечает, что пластинка получилась довольно тревожной и мрачной, но без «ярко выраженной текстоцентричности».
Журнал Meduza охарактеризовал «505» как «мрачный синти-поп альбом с народными напевами».
Журнал Собака.ru называет альбом «сигналом SOS, поданным современному обществу». Издание пишет, что «505» — это «13 мистических треков, в которых музыканты группы „Электрофорез“ метафорично высказываются на социально-бытовые и политические темы».

## Участники записи
- Виталий Талызин — клавишные
- Иван Курочкин — вокал

## Список песен
| №   | Название                                 | Длительность |
| --- | ---------------------------------------- | ------------ |
| 1.  | «Ходынка»                                | 2:09         |
| 2.  | «505 (Легко сойти с ума)»                | 3:05         |
| 3.  | «Опоздал»                                | 2:55         |
| 4.  | «Первоцвет»                              | 3:21         |
| 5.  | «Чур меня»                               | 3:35         |
| 6.  | «Дверь в параллельный мир»               | 3:44         |
| 7.  | «Комендантский час»                      | 2:32         |
| 8.  | «Non!»                                   | 3:28         |
| 9.  | «Фарида»                                 | 2:39         |
| 10. | «Купе плацкарта»                         | 3:50         |
| 11. | «Зло»                                    | 3:43         |
| 12. | «Я ничего не могу с собой сделать»       | 4:31         |
| 13. | «Мёртв внутри» (при участии Молчат дома) | 3:38         |